# モザッファロッディーン・シャー
モザッファロッディーン・シャー（1853年3月25日 - 1907年1月7日、ペルシア語: مظفرالدين شاه قاجار）は、ガージャール朝・第5代シャー（在位：1896年 - 1907年。1896年、父ナーセロッディーン・シャーが暗殺されたことによりシャーの座に即位し、ガージャール朝では唯一死ぬまで王位を全うしている。
モザッファロッディーン自身は、イラン映画史における草創期の人物として記録されている。また、彼の晩年にはイラン立憲革命が勃発し、死の病床でイラン憲法の公布に対して署名した。

## 生涯
ナーセロッディーン・シャーの子供として生まれたモザッファロッディーンは、父やその祖父アッバース・ミールザーがそうであったように、1861年にアゼルバイジャン総督として赴任した。アゼルバイジャンでの35年間の生活は、快楽を追い求めていたものであり、父ナーセロッディーンとの関係は時折、緊張関係にあった。また、国政にほとんど参与することがなかったため、1896年5月1日に、父ナーセロッディーンが暗殺され、大宰相ミールザー・アリー・アスガル・ハーンの助力のもとでシャーに即位したが、11月にアターバケ・アアザムが辞任、新しい大宰相یوسف خان مستشارالدولهが就任したが国政の準備がほとんどできていなかった為、1898年6月1日にアリー・アスガル・ハーンが復帰した。
モザッファロッディーンは、父がヨーロッパを訪れたのと同様に、3回、ヨーロッパを訪問している。最初の訪問で訪れたパリで、「映写機」を紹介されたモザッファロッディーンは、銀幕のとりこになってしまい、自らの写真技師に映画の撮影方法を習得するようにと命令した。このことがイランの映画の始まりとされている。

### 借款問題
モザッファロッディーンがイランの国政に参画するころには、イラン自体が財政危機に直面していた。国庫の歳入を支出のほうがはるかに上回っていた。一方で、ガージャール朝がこれまでに積み上げてきた負債はイギリスとロシア両国に起因しているものも多かったが、モザッファロッディーンは再びロシアに借款を申し出ることとなった。タバコ・ボイコット運動以降、イラン国内で政治的関心が高まっていたが、1901年にイランのマスジェデ・ソレイマーンで石油が発見されると、ウィリアム・ダーシーに与えられた60年間のダーシー利権を巡って再び関心が高まる結果を招いた。1907年の英露協商で両国間でイランの勢力範囲が定められた。ダーシー利権に基づいて1908年にはアングロ・ペルシャン石油会社(APOC)が設立された。
イランにとって、1904年は悪夢の年として記録された。全国的な不作やコレラの流行、日露戦争を起因とするインフレーションの発生が挙げられる。その対策は、関税収入が減収したことによりそれを補完するための増税と無為無策であった。翌年、日本がロシアに勝利すると、経済闘争は深刻化し、年末には、テヘラン市長の更迭、大宰相アリー・アスガル・ハーンの罷免、司法改革とシャリーアの実施を求める声がテヘランで上がった。1904年1月24日に大宰相アリー・アスガル・ハーンは辞任した。

### イラン立憲革命
1906年になっても、この動きは収まらず、8月には議会開設を求める動きにまで騒擾は拡大することとなった。8月5日、モザッファロッディーンは人々の要求を受け入れ、議会開設の詔勅を発布した。その後、革命は憲法制定の準備に入り、12月30日には、モザッファロッディーンは憲法発布に署名した。しかし、そのころのモザッファロッディーンは、すでに死の病床にあった。憲法が制定された翌年早々に、モザッファロッディーンは死亡した。